# Râul Valea Obădarului
Râul Valea Obădarului este un curs de apă, afluent al râului Tâncava. 